# Fraccionamiento las Arcinas
Fraccionamiento las Arcinas är en ort i Mexiko.   Den ligger i kommunen Purísima del Rincón och delstaten Guanajuato, i den centrala delen av landet, 300 km nordväst om huvudstaden Mexico City. Fraccionamiento las Arcinas ligger 1 760 meter över havet och antalet invånare är 107.
Terrängen runt Fraccionamiento las Arcinas är platt åt nordost, men åt sydväst är den kuperad. Runt Fraccionamiento las Arcinas är det ganska tätbefolkat, med 230 invånare per kvadratkilometer. Närmaste större samhälle är San Francisco del Rincón, 3,7 km öster om Fraccionamiento las Arcinas. Trakten runt Fraccionamiento las Arcinas består till största delen av jordbruksmark.